# Viktors Morozs
Viktors Morozs (Vangaži, 3 luglio 1980) è un allenatore di calcio ed ex calciatore lettone, di ruolo centrocampista, tecnico del RFS Riga.

## Carriera

### Club
Morozs comincia la sua carriera nel Valmiera. Tra il 2001 e il 2008 gioca 122 partite con lo Skonto Riga, segnando 15 goal e contribuendo alla vittoria di cinque campionati e due coppe lettoni.
Il 3 agosto 2008 firma un contratto biennale con il CSKA Sofia. Al termine del contratto comincia la sua avventura a Cipro, prima con l'Atromitos e poi con il PAEEK, militando nella Seconda Divisione.
Tornato in patria con lo Spartaks, durante la stagione 2013 ad agosto, passa ai bielorussi del Naftan.

### Nazionale
Tra il 2002 e il 2007 ha ottenuto 22 presenze con la nazionale maggiore lettone, senza a mettere a segno reti.
Ha esordito il 6 luglio 2002 in amichevole contro l'Azerbaigian. Nel 2005 ha contribuito alla vittoria della King's Cup.

## Statistiche

### Cronologia presenze e reti in nazionale
| Cronologia completa delle presenze e delle reti in nazionale ― Lettonia | Cronologia completa delle presenze e delle reti in nazionale ― Lettonia | Cronologia completa delle presenze e delle reti in nazionale ― Lettonia | Cronologia completa delle presenze e delle reti in nazionale ― Lettonia | Cronologia completa delle presenze e delle reti in nazionale ― Lettonia | Cronologia completa delle presenze e delle reti in nazionale ― Lettonia | Cronologia completa delle presenze e delle reti in nazionale ― Lettonia | Cronologia completa delle presenze e delle reti in nazionale ― Lettonia |
| Data                                                                    | Città                                                                   | In casa                                                                 | Risultato                                                               | Ospiti                                                                  | Competizione                                                            | Reti                                                                    | Note                                                                    |
| ----------------------------------------------------------------------- | ----------------------------------------------------------------------- | ----------------------------------------------------------------------- | ----------------------------------------------------------------------- | ----------------------------------------------------------------------- | ----------------------------------------------------------------------- | ----------------------------------------------------------------------- | ----------------------------------------------------------------------- |
| 6-7-2002                                                                | Riga                                                                    | Lettonia                                                                | 2 – 0                                                                   | Azerbaigian                                                             | Amichevole                                                              | -                                                                       |                                                                         |
| 21-8-2002                                                               | Riga                                                                    | Lettonia                                                                | 2 – 4                                                                   | Bielorussia                                                             | Amichevole                                                              | -                                                                       | 79’                                                                     |
| 1-12-2004                                                               | Riffa                                                                   | Oman                                                                    | 3 – 2                                                                   | Lettonia                                                                | Coppa del Primo Ministro                                                | -                                                                       |                                                                         |
| 3-12-2004                                                               | Riffa                                                                   | Bahrein                                                                 | 2 – 2 dts (4-2 dtr)                                                     | Lettonia                                                                | Coppa del Primo Ministro                                                | -                                                                       |                                                                         |
| 8-2-2005                                                                | Nicosia                                                                 | Finlandia                                                               | 2 – 1                                                                   | Lettonia                                                                | Torneo Internazionale                                                   | -                                                                       | 79’                                                                     |
| 9-2-2005                                                                | Limassol                                                                | Austria                                                                 | 1 – 1                                                                   | Lettonia                                                                | Torneo Internazionale                                                   | -                                                                       |                                                                         |
| 30-3-2005                                                               | Riga                                                                    | Lettonia                                                                | 4 – 0                                                                   | Lussemburgo                                                             | Qual. Mondiali 2006                                                     | -                                                                       |                                                                         |
| 21-5-2005                                                               | Kaunas                                                                  | Lituania                                                                | 2 – 0                                                                   | Lettonia                                                                | Coppa del Baltico 2005                                                  | -                                                                       | 29’                                                                     |
| 3-9-2005                                                                | Tallinn                                                                 | Estonia                                                                 | 2 – 1                                                                   | Lettonia                                                                | Qual. Mondiali 2006                                                     | -                                                                       | 86’                                                                     |
| 7-9-2005                                                                | Riga                                                                    | Lettonia                                                                | 1 – 1                                                                   | Slovacchia                                                              | Qual. Mondiali 2006                                                     | -                                                                       | 70’                                                                     |
| 8-10-2005                                                               | Riga                                                                    | Lettonia                                                                | 2 – 2                                                                   | Giappone                                                                | Amichevole                                                              | -                                                                       |                                                                         |
| 12-10-2005                                                              | Porto                                                                   | Portogallo                                                              | 3 – 0                                                                   | Lettonia                                                                | Qual. Mondiali 2006                                                     | -                                                                       |                                                                         |
| 12-11-2005                                                              | Minsk                                                                   | Bielorussia                                                             | 3 – 1                                                                   | Lettonia                                                                | Amichevole                                                              | -                                                                       | 59’                                                                     |
| 26-12-2005                                                              | Phuket                                                                  | Corea del Nord                                                          | 1 – 1                                                                   | Lettonia                                                                | King's Cup 2005                                                         | -                                                                       |                                                                         |
| 28-12-2005                                                              | Phuket                                                                  | Oman                                                                    | 1 – 2                                                                   | Lettonia                                                                | King's Cup 2005                                                         | -                                                                       | 44’                                                                     |
| 30-12-2005                                                              | Phuket                                                                  | Corea del Nord                                                          | 1 – 2                                                                   | Lettonia                                                                | King's Cup 2005                                                         | -                                                                       |                                                                         |
| 28-5-2006                                                               | East Hartford                                                           | Stati Uniti                                                             | 1 – 0                                                                   | Lettonia                                                                | Amichevole                                                              | -                                                                       | 46’                                                                     |
| 16-8-2006                                                               | Mosca                                                                   | Russia                                                                  | 1 – 0                                                                   | Lettonia                                                                | Amichevole                                                              | -                                                                       | 63’                                                                     |
| 6-9-2006                                                                | Hesperange                                                              | Lussemburgo                                                             | 0 – 0                                                                   | Lettonia                                                                | Amichevole                                                              | -                                                                       | 21’                                                                     |
| 6-2-2007                                                                | Larnaka                                                                 | Bulgaria                                                                | 2 – 0                                                                   | Lettonia                                                                | Torneo Internazionale                                                   | -                                                                       | 46’                                                                     |
| 7-2-2007                                                                | Limassol                                                                | Ungheria                                                                | 2 – 0                                                                   | Lettonia                                                                | Torneo Internazionale                                                   | -                                                                       |                                                                         |
| 28-3-2007                                                               | Vaduz                                                                   | Liechtenstein                                                           | 1 – 0                                                                   | Lettonia                                                                | Qual. Euro 2008                                                         | -                                                                       | 8’ 61’                                                                  |
| Totale                                                                  |                                                                         | Presenze                                                                | 22                                                                      |                                                                         | Reti                                                                    | 0                                                                       |                                                                         |

## Palmarès

### Giocatore

#### Club
- Campionato lettone: 5

Ventspils: 1999, 2001, 2002, 2003, 2004
- Coppa di Lettonia: 2

2001, 2002

#### Nazionale
- King's Cup: 1

2005

### Allenatore
- Campionato lettone: 1

RFS Riga: 2021
- Coppa di Lettonia: 2

RFS Riga: 2021, 2024